# David Obua
David Obua (Kampala, 10 de abril de 1984) é um ex-futebolista ugandense tendo como último clube o Heart of Midlothian. Jogou também pela seleção de Uganda com 64 gols em 58 jogos.

## Biografia
Nascido em 1984 na capital Kampala, David Obua é filho de Denis Obua, que também jogou pela seleção em 1978 no Campeonato Africano das Nações. Além disso, David possui um irmão mais novo, Eric Obua, que também demonstrou vocação para o futebol, jogando pelos Vipers, KCCA e SC Villa.